# 의안로 (창원시)
의안로(義安路)는 창원시 의창구 소답동에 위치한 창원향교에서 중동을 잇는 창원시의 간선도로이다.
1980년대 당시 창원시의 계획도시 개발정책의 일환으로 국도 14호선의 일부인 소계광장~도계광장 구간의 도로 확장과 함께 완충녹지를 조성하면서 도로명칭을 '의안로'라고 정했다. 2009년 도로명주소법 개정으로 소계광장~도계광장 구간은 의창대로로 명칭이 변경되고, 의안로 구간이 창원향교에서 의창대로를 이어주는 간선도로로 바뀌게 되었다.